# Сухотерешанское сельское поселение
Сухотереша́нское се́льское поселе́ние — муниципальное образование в составе Николаевского района Ульяновской области. Административный центр — село Сухая Терешка.

## Население
| 2010 | 2012 | 2013 | 2014 | 2015 | 2016 | 2017 |
| ---- | ---- | ---- | ---- | ---- | ---- | ---- |
| 922  | ↘895 | ↘858 | ↘830 | ↘817 | ↘796 | ↘773 |
| 2018 | 2019 | 2020 | 2021 |      |      |      |
| ↘752 | ↘734 | ↘706 | ↘678 |      |      |      |

## Состав сельского поселения
В состав поселения входят 5 населённых пунктов: 2 села и 3 деревни.
| № | Населённый пункт | Тип населённого пункта       | Население |
| - | ---------------- | ---------------------------- | --------- |
| 1 | Варваровка       | деревня                      | 0         |
| 2 | Дуровка          | деревня                      | 39        |
| 3 | Куроедово        | село                         | 365       |
| 4 | Русские Зимницы  | деревня                      | 68        |
| 5 | Сухая Терешка    | село, административный центр | 450       |